# Townsend Bell
Townsend Bell (San Francisco (Californië), 19 april 1975) is een Amerikaans autocoureur. 

## Carrière
Bell startte in 2000 in de Amerikaanse Indy Lights series. In 2001 won hij zes van de twaalf races en won het kampioenschap. In 2002 reed hij enkele races in de Champ Car series, een vierde plaats in Portland was zijn beste resultaat, maar werd in de helft van het seizoen ontslagen door zijn team.
In 2003 maakte hij de overstap naar Europa en ging rijden in de Formule 3000 voor Arden International. Hij werd derde op de Hungaroring en eindigde negende in de eindstand. Na dat seizoen verhuisde hij weer naar de Verenigde Staten om in de IndyCar Series te gaan rijden, waar hij de geblesseerde Britse coureur Mark Taylor verving vanaf de race in Kansas. Bell reed dat jaar tien races met een vijfde plaats in Nashville als beste resultaat. In 2005 en 2006 reed hij maar één race en in 2007 geen enkele. In 2008 reed hij acht races voor Dreyer & Reinbold Racing, maar geraakte nooit verder dan een achtste plaats in een race, die hij haalde op de Richmond International Raceway. De Indianapolis 500 reed hij in 2009 voor KV Racing en in 2010, 2011 en 2012 voor Sam Schmidt Motorsports.

## Resultaten
IndyCar Series resultaten (aantal gereden races, aantal maal in de top 5 van een race, eindpositie kampioenschap en punten)
| Jaar | Races | 1ste | 2de | 3de | 4de | 5de | Rang | Ptn |
| ---- | ----- | ---- | --- | --- | --- | --- | ---- | --- |
| 2004 | 10    | -    | -   | -   | -   | 1   | 21   | 193 |
| 2005 | 1     | -    | -   | -   | -   | -   | 31   | 15  |
| 2006 | 1     | -    | -   | -   | -   | -   | 34   | 12  |
| 2008 | 8     | -    | -   | -   | -   | -   | 26   | 117 |
| 2009 | 1     | -    | -   | -   | -   | -   | 32   | 32  |
| 2010 | 1     | -    | -   | -   | -   | -   | 38   | 18  |
| 2011 | 2     | -    | -   | -   | -   | -   | 35   | 40  |
| 2012 | 1     | -    | -   | -   | -   | -   | 30   | 26  |
| 2013 | 1     | -    | -   | -   | -   | -   | 35   | 10  |